# Supercoupe du Japon de football 2011
Navigation
Édition précédente Édition suivante
L'édition 2011 de la Supercoupe du Japon est la 18e de la Supercoupe du Japon et se déroule le 26 février 2011 au Stade Nissan à Yokohama au Japon.
Les règles du match sont les suivantes : la durée de la rencontre est de 90 minutes, puis, en cas de match nul, les deux équipes se départageront directement lors d'une séance de tirs au but.
Le match oppose le Nagoya Grampus, vainqueur de la J League 2010, face au Kashima Antlers, vainqueur de la Coupe du Japon 2010.

## Feuille de match
| Nagoya ·         |                    |     |
| Titulaires :     |                    |     |
|                  |                    |     |
| 01               | Seigo Narazaki     |     |
| 32               | Hayuma Tanaka      |     |
| 04               | Túlio              |     |
| 05               | Takahiro Masukawa  |     |
| 06               | Shohei Abe         |     |
| 07               | Naoshi Nakamura    | 79e |
| 08               | Jungo Fujimoto     |     |
| 10               | Yoshizumi Ogawa    |     |
| 25               | Mu Kanazaki        | 71e |
| 16               | Joshua Kennedy     |     |
| 11               | Keiji Tamada       | 88e |
|                  |                    |     |
| Remplaçants :    |                    |     |
| 50               | Yoshinari Takagi   |     |
| 03               | Mitsuru Chiyotanda |     |
| 14               | Keiji Yoshimura    | 71e |
| 22               | Koji Hashimoto     |     |
| 27               | Sho Hanai          | 88e |
| 33               | Ryota Isomura      |     |
| 38               | Alex               | 79e |
|                  |                    |     |
| Entraîneur :     |                    |     |
| Dragan Stojković |                    |     |

| Kashima ·           |                  |     |
| Titulaires :        |                  |     |
|                     |                  |     |
| 21                  | Hitoshi Sogahata |     |
| 07                  | Toru Araiba      |     |
| 03                  | Daiki Iwamasa    |     |
| 19                  | Masahiko Inoha   |     |
| 05                  | Alex             |     |
| 08                  | Takuya Nozawa    |     |
| 40                  | Mitsuo Ogasawara | 74e |
| 15                  | Takeshi Aoki     |     |
| 11                  | Fellype Gabriel  | 89e |
| 13                  | Shinzo Koroki    |     |
| 09                  | Yuya Osako       | 81e |
|                     |                  |     |
| Remplaçants :       |                  |     |
| 01                  | Tetsu Sugiyama   |     |
| 06                  | Koji Nakata      | 74e |
| 14                  | Chikashi Masuda  |     |
| 10                  | Masashi Motoyama | 89e |
| 25                  | Yasushi Endo     |     |
| 18                  | Carlão           | 81e |
| 30                  | Yuzo Tashiro     |     |
|                     |                  |     |
| Entraîneur :        |                  |     |
| Oswaldo de Oliveira |                  |     |

| Nagoya ·         |                    |     |
| Titulaires :     |                    |     |
|                  |                    |     |
| 01               | Seigo Narazaki     |     |
| 32               | Hayuma Tanaka      |     |
| 04               | Túlio              |     |
| 05               | Takahiro Masukawa  |     |
| 06               | Shohei Abe         |     |
| 07               | Naoshi Nakamura    | 79e |
| 08               | Jungo Fujimoto     |     |
| 10               | Yoshizumi Ogawa    |     |
| 25               | Mu Kanazaki        | 71e |
| 16               | Joshua Kennedy     |     |
| 11               | Keiji Tamada       | 88e |
|                  |                    |     |
| Remplaçants :    |                    |     |
| 50               | Yoshinari Takagi   |     |
| 03               | Mitsuru Chiyotanda |     |
| 14               | Keiji Yoshimura    | 71e |
| 22               | Koji Hashimoto     |     |
| 27               | Sho Hanai          | 88e |
| 33               | Ryota Isomura      |     |
| 38               | Alex               | 79e |
|                  |                    |     |
| Entraîneur :     |                    |     |
| Dragan Stojković |                    |     |

| Kashima ·           |                  |     |
| Titulaires :        |                  |     |
|                     |                  |     |
| 21                  | Hitoshi Sogahata |     |
| 07                  | Toru Araiba      |     |
| 03                  | Daiki Iwamasa    |     |
| 19                  | Masahiko Inoha   |     |
| 05                  | Alex             |     |
| 08                  | Takuya Nozawa    |     |
| 40                  | Mitsuo Ogasawara | 74e |
| 15                  | Takeshi Aoki     |     |
| 11                  | Fellype Gabriel  | 89e |
| 13                  | Shinzo Koroki    |     |
| 09                  | Yuya Osako       | 81e |
|                     |                  |     |
| Remplaçants :       |                  |     |
| 01                  | Tetsu Sugiyama   |     |
| 06                  | Koji Nakata      | 74e |
| 14                  | Chikashi Masuda  |     |
| 10                  | Masashi Motoyama | 89e |
| 25                  | Yasushi Endo     |     |
| 18                  | Carlão           | 81e |
| 30                  | Yuzo Tashiro     |     |
|                     |                  |     |
| Entraîneur :        |                  |     |
| Oswaldo de Oliveira |                  |     |